# Marko Branica
 (octobre 2020).
Pour les articles homonymes, voir Branica.
Marko Branica, né en 1931 à Zagreb où il est mort en 2004, est un chimiste croate connu pour ses recherches sur les méthodes électrochimiques pour l'analyse environnementale. 
Pour ses travaux, il a reçu le prix Heineken pour les sciences de l'environnement. 

## Biographie
De 1952 à 1956, Branica a étudié la chimie à Zagreb. En 1963, il a obtenu son doctorat à la Faculté des sciences de l'Université de Zagreb. En 1970, il est devenu chercheur principal à l'Institut Ruđer Bošković et en 1997 professeur ordinaire à la Faculté des sciences de l'Université de Zagreb. Il était un expert de l'Agence internationale de l'énergie atomique pour les problèmes de sûreté des matières nucléaires et des centrales nucléaires et un expert de l'UNESCO . Entre 1970 et 1995, il a été à plusieurs reprises président du comité de chimie marine du CIESM et en 1992, il est devenu délégué national de la Croatie au CIESM, poste qu'il a occupé jusqu'à la fin de sa vie,.
Ses intérêts scientifiques étaient la polarographie et d'autres méthodes électrochimiques, la chimie physique de l'eau de mer, l'océanographie, l'écologie, l'extraction de substances inorganiques avec des solvants organiques et l'étude de la présence de métaux en traces dans les eaux naturelles et polluées . Sa réalisation la plus importante a été le développement de la pseudopolarographie, une méthode qui permet la spéciation des ions métalliques à des concentrations de traces. Il a publié plus de 250 articles dans des revues scientifiques internationales et de nombreux rapports scientifiques et techniques,.

## Honneurs et récompenses
- Membre de la Société Polarographique de Londres
- Membre de l'Academia Europaea (Londres) depuis 1992
- Membre de l'Académie européenne des sciences et des arts depuis 1992
- Membre de la Commission internationale pour l'exploration de la Méditerranée
- Prix Ruđer Bošković pour la science en 1982
- Prix Dr AH Heineken pour les sciences de l'environnement en 1992